# Henryk Trzos
Henryk Trzos (ur. 19 października 1885 w Bełzie, zm. 15 lutego 1954) – podpułkownik uzbrojenia Wojska Polskiego.

## Życiorys
Urodził się 19 października 1885 w Bełzie jako syn Michała. Został oficerem c. i k. armii. W latach 1912–1913 wziął udział w mobilizacji sił zbrojnych monarchii Austro-Węgierskiej, wprowadzonej w związku z wojną na Bałkanach. Na początku 1914 został przeniesiony z 57 pułku piechoty do 4 pułku artylerii górskiej. Na stopień kapitana został mianowany ze starszeństwem z 1 sierpnia 1917 w korpusie oficerów artylerii. W 1918 jego oddziałem macierzystym był nadal 4 pułk artylerii górskiej. W pułku tym służył razem z kapitanem Augustem Trzosem, późniejszym podpułkownikiem artylerii Wojska Polskiego i dowódcą 10 dywizjonu artylerii konnej.
W 1918 został przyjęty do Wojska Polskiego z zatwierdzeniem posiadanego stopnia kapitana. 25 stycznia 1919 w Starym Sączu działając na podstawie rozkazu szefa Sztabu Generalnego WP i szefa 10 Inspektoratu Artylerii przystąpił do formowania 3 pułku artylerii górskiej, który 12 lipca 1919 została przemianowana został na 1 pułk artylerii górskiej. Podczas wojny polsko-bolszewickiej w stopniu kapitana artylerii był dowódcą I dywizjonu 1 pułku artylerii górskiej w trakcie bitwy o Brześć od 31 lipca do 2 sierpnia 1920.
3 maja 1922 został zweryfikowany w stopniu podpułkownika ze starszeństwem z dniem 1 czerwca 1919 i 69. lokatą w korpusie oficerów artylerii. W kwietniu 1923 został przeniesiony do Rezerwy Oficerów Sztabowych Dowództwa Okręgu Korpusu Nr V. W styczniu 1924 został przeniesiony do korpusu oficerów uzbrojenia w stopniu podpułkownika ze starszeństwem z dniem 1 czerwca 1919 i 13,1 lokatą, wcielony do Okręgowego Zakładu Uzbrojenia Nr 5 w Krakowie i przydzielony do Zbrojowni Nr 4 w Krakowie na stanowisko zastępcy kierownika. W listopadzie 1928 został przeniesiony do Głównej Składnicy Uzbrojenia nr 4 na stanowisko kierownika. 12 marca 1929 został zwolniony z zajmowanego stanowiska i pozostawiony bez przynależności służbowej z równoczesnym oddaniem do dyspozycji dowódcy Okręgu Korpusu Nr V. Z dniem 31 sierpnia 1929 został przeniesiony w stan spoczynku. W 1934 roku pozostawał w ewidencji Powiatowej Komendy Uzupełnień Poznań. Posiadał przydział do Oficerskiej Kadry Okręgowej Nr VII. Był wówczas „w dyspozycji dowódcy Okręgu Korpusu Nr VII”.
Do 1939 zamieszkiwał przy ulicy Bartosza Głowackiego 21 w Sanoku.
Zmarł 15 lutego 1954 i został pochowany w grobowcu rodzinnym na Cmentarzu Salwatorskim w Krakowie (sektor SC10, rząd 3, miejsce 15).

## Ordery i odznaczenia
- Krzyż Zasługi Wojskowej 3 klasy z dekoracją wojenną i mieczami[22]
- Signum Laudis Brązowy Medal Zasługi Wojskowej z mieczami na wstążce Krzyża Zasługi Wojskowej[22]
- Krzyż Wojskowy Karola[22]
- Krzyż Jubileuszowy Wojskowy[22]
- Medal Pamiątkowy Bośniacko-Hercegowiński[22]
- Krzyż Pamiątkowy Mobilizacji 1912–1913[22]